# 弗羅霍格納國家公園
弗羅霍格納國家公園（挪威語：Forollhogna nasjonalpark）是位於挪威的一個國家公園。弗羅霍格納國家公園是挪威重要的一個野生馴鹿的棲息地，有豐富的生物相。